# Luchthaven Oakland San Francisco Bay
De Luchthaven Oakland San Francisco Bay (Engels: Oakland San Francisco Bay Airport, IATA: OAK, ICAO: KOAK) is een internationale luchthaven 7 kilometer ten zuiden van Oakland (Californië), aan de oostelijke oever van de San Francisco Bay. Het is een van de drie internationale luchthavens in de San Francisco Bay Area. 

## Bestemmingen en gebruikers

### Passagiers
In 2016 maakten meer dan 16 miljoen passagiers gebruik van het vliegveld. Er worden bestemmingen aangedaan in de gehele Verenigde Staten, Mexico en Europa. De meeste vluchten van en naar Oakland worden uitgevoerd door Southwest Airlines.

### Vracht
FedEx, DHL en UPS zijn hoofdgebruikers voor de afhandeling van vracht.

## Bereikbaarheid
Sinds 2014 heeft het vliegveld een directe aansluiting op het BART netwerk.
Verder ligt de Interstate 880 op een steenworp afstand van het vliegveld. Deze weg verbindt het vliegveld, onder andere, met de Interstate 80 over de San Francisco-Oakland Bay Bridge in de richting van het centrum van San Francisco.